# Die Drogen
Die Drogen waren eine deutsche Indie-Pop-Band.

## Geschichte
Die Drogen wurden 2008 in München gegründet. Die Bandmitglieder hatten zuvor bereits in der Alternative-Rock-Band Sugarcaine zusammengespielt und 2007 das Album No Stars Above veröffentlicht. 2008 bis 2009 stellte die Band mehrere selbstproduzierte Singles ins Netz und schaffte es damit, einige Aufmerksamkeit in der Indie-Szene auf sich zu lenken. Im Herbst 2009 begleiteten Die Drogen die englische Indie-Rock-Band Art Brut als Toursupport auf ihrer Club-Tour durch Deutschland.
Anfang 2010 gewannen Die Drogen mit einem selbstgedrehten Clip einen Video-Wettbewerb von MTV. Der Preis war ein Unplugged-Auftritt in der Sendung MTV Akustik. Im August 2010 veröffentlichte die Band ihr Debütalbum Jetzt im Handel!, das sie mit dem Berliner Produzenten Uwe Hoffmann produzierten. Im selben Jahr spielten Die Drogen Konzerte in Deutschland, Österreich und Italien. 2011 schaffte es ihr Song Leckt mich! ins Vorfinale des Protestsongcontests.
Größere Aufmerksamkeit erhielt die Band, als Sänger Hari Bauhofer am 8. März 2011 in der Live-Sendung ZDF-Morgenmagazin vor laufenden Kameras scheinbar einen Kreislaufkollaps erlitt. Einschlägige Boulevardzeitungen, unter anderem auch Bild, berichteten. Einen Tag später zitierte TV-Moderator Stefan Raab in seiner Sendung TV total einen Ausschnitt des TV-Auftritts beim Morgenmagazin und brachte den Namen der Band in Verbindung mit dem Vorfall. In einem Interview in der Sendung hallo deutschland dementierte die Band, dass der Kollaps etwas mit wirklichen Drogen zu tun hätte.
Ein Jahr nach dem Auftritt im ZDF gab die Band in einer Newsmeldung schließlich bekannt, dass der Kollaps im Morgenmagazin eine geplante PR-Aktion gewesen sei, um ein größeres Medienecho hervorzurufen.
2012 löste sich die Band auf, nachdem zwei Mitglieder ausgestiegen und alle Wiedervereinigungsversuche fehlgeschlagen waren.
2014 gründeten Sänger Bauhofer, Gitarrist Roge und Schlagzeuger Mäddinghausen das Projekt Acoustik Beatz Orchestra.

## Weitere Projekte
Sänger Hari Bauhofer arbeitet unter dem Pseudonym Hari Roxx als Komponist für andere Künstler. So schrieb er 2010 zusammen mit anderen die Single Herzrasen für das DJ-Team House Rockerz, die es auf Platz 77 der deutschen Single-Charts schaffte.
2008 bis 2009 komponierte er die Musik zu Teil 3 und Teil 4 des Theaterstücks Giselbert von Runkelstein des verstorbenen Südtiroler Regisseurs Andreas „Opal“ Robatscher. Teil 1 und Teil 2 hatte zuvor sein Vater, der Südtiroler Musiker und Komponist Werner Bauhofer, vertont.
Bassist Louis D. arbeitet als Komponist und Produzent. Unter anderem gewann er die König Ludwig Trophy und schrieb den Filmscore zu Hamlets Theater.

## Diskografie

### Alben
- 2010: Jetzt im Handel!

### Singles
- 2010: Du bist die Sonne
- 2010: Süchtig nach Dir
- 2011: Guten Tag

### MP3
- 2009: Süchtig nach dir
- 2009: Ana (Ist die Beste)
- 2009: Ganz oder gar nicht
- 2011: Kein Sonnenschein